# آکسو (دریاچه بالخاش)
آکسو (به قزاقی: Aksu) یک رود در قزاقستان است که در استان آلماتی واقع شده‌است.